# Praon bicolor
Praon bicolor är en stekelart som beskrevs av Mackauer 1959. Praon bicolor ingår i släktet Praon och familjen bracksteklar. Inga underarter finns listade i Catalogue of Life.